# پدرو آنتونیو د سوایوس
پدرو آنتونیو د سوایوس کورتس ئی کالدرون (به اسپانیایی: Pedro Antonio de Cevallos Cortés y Calderón)که اختصاراً سوایوس نامیده می‌شود (۲۹ ژوئن ۱۷۱۵ – ۲۶ دسامبر ۱۷۷۸)، فرماندار نظامی اسپانیایی در بوینس آیرس بین ۱۷۵۷ و ۱۷۶۶ و اولین نایب‌الملک ریو د لا پلاتا در ۱۷۷۶ بود.

## زندگی‌نامه
پدرو آنتونیو د سوایوس در کادیس متولد شد و از یک خانواده مشهور کانتابریایی بود.
از او به خاطر دو بار فتح کولونیا ساکرامنتو یاد می‌کنند؛ یک بار در اولین لشکرکشی خود در ۱۷۶۲–۱۷۶۳ که طی حمله شکست خورده اسپانیا به پرتغال (۱۷۶۲) انجام شد، و بار دوم در دومین لشکرکشی او در ۱۷۷۶–۱۷۷۷ طی جنگ اسپانیا – پرتغال، ۱۷۷۶–۱۷۷۷.
در ۱۲ اکتبر ۱۷۷۶ او با ارتش از کادیس حرکت کرد و تابستان نیمکره جنوبی را در بوئنوس آیرس گذراند، جایی که به عنوان نایب‌الملک منصوب شده بود. در ۲۲ آوریل ۱۷۷۷ با نیرویی ۹۳۱۶ نفری به مونته ویدئو رسید. وی سپس به شهر کولونیا دل ساکرامنتو، یک شهر مورد مناقشه با پرتغال در اروگوئه فعلی، رفت و تقریباً بلافاصله تسلیم شد. وی سپس به سمت ریو گراند دو سول در برزیل حرکت کرد، جزیره سانتا کاتارینا را فتح کرد، اما از پیمانی که بین اسپانیا و پرتغال امضا شده بود مطلع شد و دستور بازگشت را دریافت کرد.
وی سپس به بوینس آیرس بازگشت و در آنجا در ۱۵ اکتبر ۱۷۷۷ دوباره به مقام نایب‌الملک منصوب شد. وی قانون تجارت آزاد سال ۱۷۷۸ که به بوینس آیرس اجازه داد مستقیماً با اسپانیا تجارت کند و مجبور نباشد به واسطه پرو با دنیای خارج بازرگانی نماید، را معرفی کرد. سوایوس همچنین انتقال نقره از محدوده نایب الملک را منع کرد. این قانون به توسعه بوینس آیرس انجامید. او کشاورزی و تجارت برده را نیز گسترش داد.
وی در ۲۶ دسامبر ۱۷۷۸، در حالی که راهی دربار اسپانیا بود، در صومعه کاپوچین کوردوبا (اسپانیا) درگذشت. وی در مراسمی مجلل در کلیسای جامع کوردوبا به خاک سپرده شد، اتفاقی به یاد ماندنی در تاریخ این شهر.
او با ماریا لوئیزا پینتو ئی اورتگا ازدواج کرده بود. پسرش پدرو آنتونیو دو سوایوس پینتو وزیر کشاورزی ژنرال آرژانتینی مارتین میگوئل دو گومس بود که فرماندار سالتا بود. خواهرش آنتونیا د سوایوس کورتس هویوس ئی کالدرون پس از مرگ وی، از شاه چارلز سوم عنوان «مارکیونس د لا کولونیا» را دریافت کرد.